# Penanggiran
Penanggiran is een bestuurslaag in het regentschap Muara Enim van de provincie Zuid-Sumatra, Indonesië. Penanggiran telt 3842 inwoners (volkstelling 2010).